# Liste des maires de Deuil-la-Barre

## Liste des maires
| Date d'élection | Identité              | Parti | Qualité                                                        |
| --------------- | --------------------- | ----- | -------------------------------------------------------------- |
| 1789            | Louis Emery           |       |                                                                |
| 1790-1792       | Jean-François Riviere |       |                                                                |
| 1792-1794       | Thomas Leguillier     |       |                                                                |
| 1794-1816       | Jean-François Riviere |       |                                                                |
| 1817-1830       | Antoine Minel         |       |                                                                |
| 1830-1835       | Benoît Bourg          |       |                                                                |
| 1835-1844       | Robert-Aglaé Cauchoix |       |                                                                |
| 1844-1855       | Michel Dugue          |       |                                                                |
| 1856-1861       | Gilbert Powney        |       |                                                                |
| 1861-1888       | Charles Schaeffer     |       |                                                                |
| 1888-1892       | François Demarest     |       |                                                                |
| 1892-1900       | Alfred Bourgeois      |       |                                                                |
| 1900-1913       | Auguste Dolle         |       |                                                                |
| 1914-1919       | André Leguillier      |       |                                                                |
| 1919-1929       | Alexandre Gosse       |       |                                                                |
| 1929-1944       | Paul Fleury           |       |                                                                |
| 1944-1945       | Maurice Petit         | PCF   |                                                                |
| 1945-1947       | André Le Roy          |       |                                                                |
| 1947-1962       | Mathieu Chazotte      |       |                                                                |
| 1962-1989       | Henri Hatrel          |       |                                                                |
| 1989-1997       | Jean-Pierre Delalande | RPR   | Député-Maire                                                   |
| 1997-2014       | Jean-Claude Noyer     | UMP   | Vice-Président de la CAVAM                                     |
| 2014-en cours   | Muriel Scolan         | UDI   | Vice-présidente de la Communauté d'agglomération Plaine Vallée |

## Pour approfondir